# Scriptorium de Toulouse

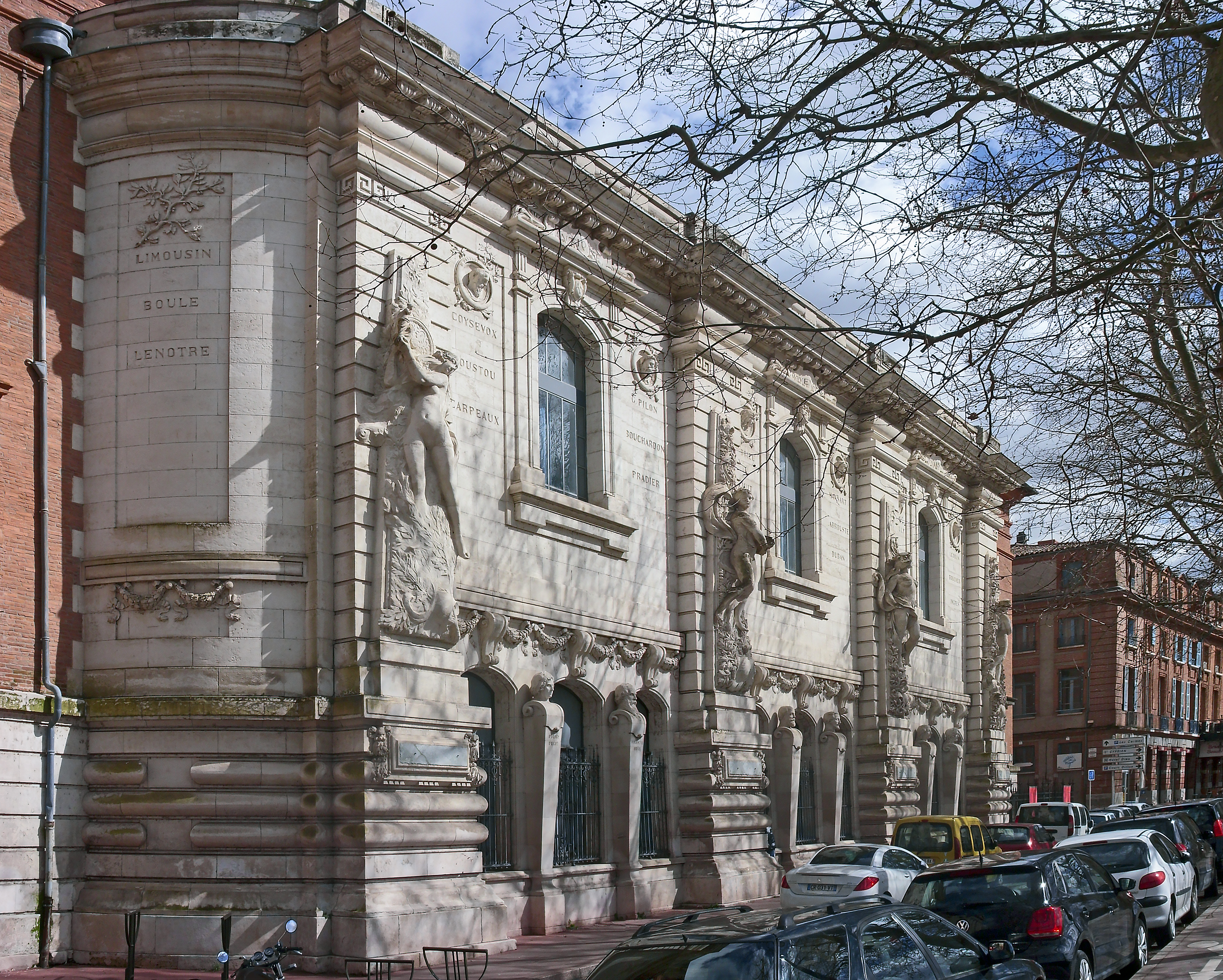
L'école des Beaux-Arts de Toulouse, siège du Scriptorium de 1968 à 1987

Le Scriptorium de Toulouse est un atelier d'enseignement qui a assuré, entre 1968  et 1986 à l'École des Beaux-Arts de Toulouse, puis de 1987 à 2005 en tant qu'établissement indépendant, la formation de nombreux créateurs en typographie, calligraphie, arts graphiques.

## Histoire
Créé à la demande de Joseph Andrau, directeur de l'École des Beaux-Arts de Toulouse, l'atelier d'Art graphique est dirigé par André Vernette, qui applique l'enseignement de René Henry-Munsch, basé sur la géométrie. Il est assisté par Bernard Arin. 
Dès ses débuts, l'atelier d'Art graphique, devenu Scriptorium de Toulouse, obtient de grands succès. Une exposition conjointe avec un atelier allemand est organisée au Centre culturel de la ville de Toulouse.
Le Scriptorium présente trois candidats au Concours général des arts plastiques et des arts appliqués, présidé par Roger Excoffon, et les trois, François Boltana, Pavard et Dupuy reçoivent le prix. En 1969, il est aux Rencontres internationales de Lure. La visite de Charles Peignot consacre son importance dans le monde de la typographie.
Bernard Arin oriente ensuite l'enseignement vers une approche plus calligraphique.
Parmi les étudiants du Scriptorium, nombreux sont ceux qui se sont assuré une grande notoriété comme calligraphes et créateurs de typographies, comme Claude Mediavilla, principal artisan du renouveau de la calligraphie en France.
Les débuts du scriptorium correspondent au grand développement des caractères transfert, surtout représentés en France par les sociétés Letraset et Mécanorma. De nombreuses polices sont créées par ses élèves. Le Scriptorium reçoit le Prix des graphistes en 1973, et le Prix de l'innovation Mécanorma. Des générations successives d'élèves confirment ces succès et outre leur formation calligraphique, ce sont aussi des sculpteurs qui ouvrent de nouveaux horizons vers la gravure lapidaire et au delà.
Le Scriptorium tendant à devenir une « école dans l'école », sa suppression est envisagée. Il redevient Atelier d'Art graphique, puis est supprimé en 1986. En 1987, Bernard Arin décide de le reprendre à son compte. Le Scriptorium s'installe chez lui, à Tournefeuille. Rodolphe Giuglardo rejoint l'équipe enseignante.
En 2005, Bernard Arin prend sa retraite. Faute de continuateur, le Scriptorium cesse d'exister.

## Anciens élèves du Scriptorium
(Liste non exhaustive, classement alphabétique)
- Tarek Benaoum, artiste spécialisé dans le graffiti et la calligraphie
- François Boltana, premier prix (1968) du Concours général des Arts plastiques et des Arts appliqués (ex aequo avec Marie-Aline Pavard et Dupuy), 2e prix de créations mondiales de lettres transfert
- Xavier Dupré
- Rodolphe Giuglardo, meilleur ouvrier de France, catégorie Création de caractères (1997)
- François Guibert, prix Bleustein-Blanchet (1991), premier prix Eucréa, premier prix Setaa (1992)
- Séverine Hameau, caractère Romane, premier prix de création typographique, catégorie labeur Linotype Hell, Allemagne (1994)
- Franck Jalleau, caractère Arin, prix Frutiger, Award Morisawa (1987), prix national des graphistes (1988), caractère Scripto, premier prix écriture latine Morisawa (1996)
- Claude Mediavilla
- Marie-Aline Pavard, premier prix Concours national de calligraphie Art pen, premier prix de création typographique Berthold (1989)
- Thierry Puyfoulhoux, premier prix innovation Mécanorma (1987)
- Éric Valat, sculpteur